# کریم سعیدی
کریم سایدی (عربی: كريم سعيدي؛ زادهٔ ۲۴ مارس ۱۹۸۳) یک بازیکن فوتبال اهل تونس است.
وی همچنین در تیم ملی فوتبال تونس بازی کرده‌است.